# Liste der Baudenkmäler in Martinsheim
Auf dieser Seite sind die Baudenkmäler in der unterfränkischen Gemeinde Martinsheim zusammengestellt. Diese Tabelle ist eine Teilliste der Liste der Baudenkmäler in Bayern. Grundlage ist die Bayerische Denkmalliste, die auf Basis des Bayerischen Denkmalschutzgesetzes vom 1. Oktober 1973 erstmals erstellt wurde und seither durch das Bayerische Landesamt für Denkmalpflege geführt wird. Die folgenden Angaben ersetzen nicht die rechtsverbindliche Auskunft der Denkmalschutzbehörde.
 Diese Liste gibt den Fortschreibungsstand vom 1. Mai 2020 wieder und enthält 12 Baudenkmäler.

## Baudenkmäler nach Gemeindeteilen

### Martinsheim
| Lage                    | Objekt                              | Beschreibung                                                                                               | Akten-Nr.    | Bild           |
| ----------------------- | ----------------------------------- | --- | ------------ | -------------- |
| Am Graben 2 (Standort)  | Hausrelief                          | Zwei Löwen und Zimmermannssymbole, um 1830                                                                 | D-6-75-150-2 | BW             |
| Kirchgasse 1 (Standort) | Evangelisch-lutherische Pfarrkirche | Sandsteinquaderbau mit eingezogenem Chor, in neuromanischen Formen unter Verwendung alter Mauerteile, 1949 | D-6-75-150-1 | weitere Bilder |

### Enheim
| Lage                  | Objekt                              | Beschreibung | Akten-Nr.    | Bild           |
| --------------------- | ----------------------------------- | --- | ------------ | -------------- |
| Enheim 19 (Standort)  | Ehemaliges Rathaus                  | Zweigeschossiger Walmdachbau mit Dachreiter, bezeichnet „1786“                                                                    | D-6-75-150-6 | weitere Bilder |
| Enheim 35a (Standort) | Evangelisch-lutherische Pfarrkirche | Neuromanischer Saalbau mit eingezogenem Halbrundchor und Westturm, Sandstein, von Eduard Bürklein 1859; mit Ausstattung           | D-6-75-150-3 | weitere Bilder |
| Enheim 35 (Standort)  | Pfarrhaus                           | Zweigeschossiger Halbwalmdachbau, 19. Jahrhundert, Ecksteine, bezeichnet „1557“ und „1756“                                        | D-6-75-150-5 | weitere Bilder |
| Enheim 35 (Standort)  | Hoftorpfosten                       | Sandstein, 19. Jahrhundert | D-6-75-150-5 | weitere Bilder |
| In Enheim (Standort)  | Friedhof                            | alte Kirchhofmauer und Friedhofsmauer, 1845                                                                                       | D-6-75-150-4 | weitere Bilder |
| In Enheim (Standort)  | Leichenhaus                         | Sandsteinquaderbau, neugotisch, um 1900; im Innern Epitaphien des 17. Jh. und ein neugotisches von 1866 für Johann Kaspar Trabert | D-6-75-150-4 | weitere Bilder |

### Gnötzheim
| Lage                    | Objekt                                                    | Beschreibung | Akten-Nr.    | Bild           |
| ----------------------- | --------------------------------------------------------- | --- | ------------ | -------------- |
| Gnötzheim 10 (Standort) | Ehemalige Zehentscheune des Seinsheimschen Schlosses      | Dreigeschossiger zweiflügeliger Sandsteinbau mit Walmdach und Treppenturm, bezeichnet „1562“                                        | D-6-75-150-8 | weitere Bilder |
| Gnötzheim 10 (Standort) | Südöstlicher Rundturm der ursprünglichen Wallgrabenanlage | 15./16. Jahrhundert | D-6-75-150-8 | BW             |
| Gnötzheim 35 (Standort) | Evangelisch-lutherische Pfarrkirche St. Johannes          | Saalbau mit eingezogenem Rechteckchor und Westturm, im Kern zweite Hälfte 12. Jahrhundert, 1480 und 1612 verändert; mit Ausstattung | D-6-75-150-7 | weitere Bilder |

### Unterickelsheim
| Lage                                                    | Objekt                                           | Beschreibung | Akten-Nr.     | Bild           |
| ------------------------------------------------------- | ------------------------------------------------ | --- | ------------- | -------------- |
| Kreisstraße KT 17 (Standort)                            | Wirtshausschild                                  | Mit Doppeladler, 18./19. Jahrhundert | D-6-75-150-10 | weitere Bilder |
| Kreisstraße KT 17; am nördlichen Ortsausgang (Standort) | Steinkreuz                                       | Sandstein, spätmittelalterlich | D-6-75-150-12 | weitere Bilder |
| Schildwach (Standort)                                   | Steinkreuz                                       | Sandstein, mittelalterlich | D-6-75-150-11 | BW             |
| Unterickelsheim 30 (Standort)                           | Evangelisch-lutherische Pfarrkirche St. Nikolaus | Chorturmkirche, Untergeschoss des Turmes und Umfassungsmauern des Langhauses Ende 13. Jahrhundert, Erneuerung und Erhöhung 1759; mit Ausstattung | D-6-75-150-9  | weitere Bilder |